# Pachypanchax arnoulti
Pachypanchax arnoulti ist ein im nördlichen Madagaskar lebender Fisch. Der Artname bezieht sich auf Jacques Arnoult, der in den 1950er Jahren eine Reihe madagassischer Fischarten erstmals in Wissenschaft und Aquaristik bekannt machte.

## Verbreitung und Lebensraum
Die Art besiedelt die Stromgebiete von Mahavavy du Nord und Betsiboka. Zwischen den Mündungen dieser beiden Flüsse ist sie auch in einer Reihe kleiner Fließgewässer zu finden, die in die Straße von Mosambik münden. Es sind auch Funde aus einem Bergbach des Tampoketsa Hochlands bekannt. Einige weitere potentielle Fundorte bedürfen noch einer Bestätigung. Das Herkunftsgewässer der Typusexemplare ist ein pflanzenarmer Sumpf, mit klarem, tanningefärbtem und mit weniger als einem Grad deutscher Härte (< 17.1 ppm) sehr weichem Wasser. Das Gewässer ist mit einem pH-Wert von 6,2 schwach sauer und weist einen sehr geringen Leitwert von nur 16 μS/cm² auf.

## Erscheinung
Die Art erreicht eine Standardlänge von knapp sechs Zentimeter und zeigt die typische Körperform der Gattung Pachypanchax. Im Vergleich zu den anderen Arten hat P. arnoulti den im Verhältnis längsten Kopf, er macht etwa 30 Prozent der Standardlänge aus. Neun bis elf Kiemenreusenfortsätze sitzen auf dem ersten Kiemenbogen. Ein schmaler weißer Rand begrenzt die Afterflosse und die untere Ecke der Schwanzflosse. Entlang der Seitenlinie sitzen 29 bis 33 Cycloidschuppen.
Flossenformel:
- Dorsale II-III/8-12
- Anale II-III/12-17
- Pectorale 14-16
- Ventrale I/5

## Lebensweise
Wie praktisch alle seine bereits beschriebenen Verwandten ernährt sich auch P. arnoulti von ins Wasser gefallenen Insekten sowie Larven und Nymphen wasserbewohnender Insekten. Neben räuberisch lebenden Fischen, wie der Flachkopfgrundel (Glossogobius giuris), stellen ihm stellen vor allem fischfressende Vögel und Libellenlarven nach. Die Fortpflanzungszeit der Art dehnt sich wahrscheinlich über die gesamte Regenzeit aus.

## Status
Der Zustand der verschiedenen Populationen von P. arnoulti schwankt innerhalb des relativ weit ausgedehnten Verbreitungsgebietes. An einigen Standorten wird die Art zunehmend durch Neozoen unter Druck gesetzt. Eine besondere Rolle spielen dabei der Schwertträger (Xiphophorus helleri) und die Gambusenart Gambusia holbrooki.